# Ilytheomyces
Ilytheomyces — рід грибів родини Laboulbeniaceae. Назва вперше опублікована 1917 року.

## Класифікація
Згідно з базою MycoBank до роду Ilytheomyces відносять 15 офіційно визнаних видів:
- Ilytheomyces anomalus
- Ilytheomyces calycinus
- Ilytheomyces denudatus
- Ilytheomyces elegans
- Ilytheomyces falcatus
- Ilytheomyces kamerunensis
- Ilytheomyces lingulatus
- Ilytheomyces major
- Ilytheomyces manubriolatus
- Ilytheomyces minusculus
- Ilytheomyces obtusus
- Ilytheomyces panamensis
- Ilytheomyces sarawakensis
- Ilytheomyces simplex
- Ilytheomyces subinflatus